# Красилівська сільська рада (Словечанський район)
Красилівська сільська рада — колишня адміністративно-територіальна одиниця та орган місцевого самоврядування в Лугинському і Словечанському районах Коростенської і Волинської округ, Київської та Житомирської областей Української РСР з адміністративним центром у селі Красилівка.

## Населені пункти
Сільській раді на час ліквідації були підпорядковані населені пункти:
- с. Красилівка
- с. Чабан

## Населення
Кількість населення ради, станом на 1923 рік, становила 1 453 особи, кількість дворів — 260.

## Історія та адміністративний устрій
Створена 1923 року в складі с. Красилівка та хутора Чабан Норинської волості Овруцького повіту Волинської губернії. 7 березня 1923 року увійшла до складу новоствореного Лугинського району Коростенської округи. 25 січня 1926 року передана до складу Словечанського району Коростенської округи. Станом на 17 грудня 1926 року в підпорядкуванні ради перебували с. Красна Рудня та х. Лозниця. Станом на 1 жовтня 1941 року с. Красна Рудня та х. Лозниця не перебувають на обліку населених пунктів.
Станом на 1 вересня 1946 року сільська рада входила до складу Словечанського району Житомирської області, на обліку в раді перебували с. Красилівка та х. Чабан.
Ліквідована 5 березня 1959 року, відповідно до рішення Житомирського облвиконкому № 161 «Про ліквідацію та зміну адміністративно-територіального поділу окремих сільських рад області», територію та населені пункти приєднано до складу Нововелідницької сільської ради Словечанського району Житомирської області.